# Sockertoppens linbana
Sockertoppens linbana (portugisiska: Bondinho do Pão de Açúcar) är en linbana i Rio de Janeiro i Brasilien. Den rör sig mellan Praia Vermelha och Sockertoppen, med mellanstopp vid Morro da Urca och invigdes den 27 oktober 1912 och används dagligen av cirka 2 500 besökare. Namnet kommer av likheten mellan linbanans korgar, och de spårvagnar som då trafikerade staden.
Sockertoppens linbana finns med i James Bondfilmen Moonraker från 1979, där det bland annat blir slagsmål mellan James Bond och Hajen (James Bond) uppe på taket på en av linbanans korgar.

### Fotnoter
1. ↑  Bondinho 100 anos. Disponível em ”Arkiverade kopian”. Arkiverad från originalet den 20 juli 2014. https://web.archive.org/web/20140720181932/http://www.bondinho.com.br/mapa-interativo/. Läst 14 augusti 2014.. hämtdatum: 14 augusti 2014.
2. ↑  Bondinho 100 anos. Disponível em ”Arkiverade kopian”. Arkiverad från originalet den 3 januari 2016. https://web.archive.org/web/20160103005419/http://www.bondinho.com.br/o-teleferico/. Läst 15 januari 2016.. hämtdatum: 14 augusti 2014.
3. ↑  Folha: Pão de Açúcar substitui bondinhos que funcionavam há 37 anos
4. ↑  Folha: Bondinho, 100